# Parnassius dongalaica
Parnassius dongalaica is een vlinder uit de familie van de pages (Papilionidae). De wetenschappelijke naam van de soort is voor het eerst geldig gepubliceerd in 1926 door Tytler.